# 德国太阳快运航空
德国太阳快运航空（SunExpress Deutschland GmbH）是土耳其的太阳快运航空在德国的子公司，总部设在法兰克福。德国太阳快运航空是土耳其航空和汉莎航空的合资公司，其枢纽机场是法兰克福机场，另有数个德国境内的小型枢纽机场。